# フィーリ
フィーリ (Fíli) は『ホビットの冒険』の作中に登場するドワーフ。エレボール遠征へ向かった13人のドワーフの一人。キーリとは兄弟であり、一行の中ではキーリ共に一番若いとされているが『追補編』によればフィーリの方が年上で兄である。トーリンは伯父にあたる。青の頭巾を被り、銀のバンドをしている。五軍合戦でトーリンを庇い、討ち死にする。
　

## 映画『ホビット』
金色の頭髪・髭であり、髪は後ろに束ねている。原作と同様に若く勇敢な戦士であるが、経験が浅いため軽率な発言をしてしまう場面も。弟思いの一面もあり、キーリがトーリンからエスガロスに留まる事を命じられると、彼も共に残った。武器は主に背中に差した二刀を扱うが、あらゆる所に短剣やナイフを隠し持っている。映画『ホビット』ではディーン・オゴーマンが演じた。